# Anna Munthe-Norstedt
Anna Katarina Frederika Munthe-Norstedt (Döderhult, 28 juli 1854 - Helsingborg, 17 april 1936) was een Zweedse kunstschilder die bekend stond om haar stillevens en landschappen.

## Levensloop
Anna Munthe-Norstedt werd op 28 juli 1854 geboren in Döderhult in de gemeente Oskarhamn. Ze was de dochter van Martin Arnold Fredrik Munthe, een apotheker, en Lovisa Aurora Ugarph. Haar broer Axel Munthe (1857–1949) was een beroemde arts en schrijver.
Oorspronkelijk wilde ze graag actrice worden, iets dat werd tegengehouden door haar moeder. Haar vader steunde haar echter bij het volgen van een artistieke opleiding tussen 1869-1871 bij Konstfack in Stockholm. Daar werd ze onderwezen door professor Mårten Eskil Winge.
Op eenentwintigjarige leeftijd trouwde ze in 1875 met de kunstschilder Reinhold Norstedt (1843-1911). Samen kregen ze een dochtertje dat op jonge leeftijd overleed. Ze verhuisden naar Parijs in 1878. Samen met haar man bezocht ze veel musea, waar ze inspiratie opdeed bij Nederlandse bloem- en interieurschilders als Jan Davidsz de Heem. In dezelfde periode woonde haar broer Axel Munthe ook in Parijs. Gedurende deze drie jaar kreeg ze les van andere schilders. Een hiervan was de Zweedse kunstenaar Hugo Salmonson. Later kreeg ze les van de Belgische kunstschilder Alfred Stevens (1823-1906). Stevens gaf vanaf de jaren 1870 privé- en groepslessen aan vrouwelijke schilders. Dit was in deze tijd tevens een van de weinige manieren voor vrouwen om opgeleid te worden tot kunstschilder, veel academies namen hen niet aan. Wel waren deze lessen een stuk duurder dan aan een academie.
In 1881 verhuisde het echtpaar terug naar Stockholm, waar ze een studio-appartement hadden aan de Tunnelgatan. Hier ontvingen ze veel intellectuelen, onder wie Viktor Rydberg, die een goede vriend van het echtpaar was. Vanwege haar kwaliteiten als schilder van interieurs en bloemstillevens werd ze in 1883 geselecteerd om mee te doen aan de Scandinavische Kunsttentoonstelling, die dat jaar in Kopenhagen gehouden werd.
In de jaren 1880 ontstond er een strijd tussen de kunstacademie Konstfack en de Konstnärsförbundet, die vonden dat de academie te conservatief was. Munthe-Norstedt en haar man kozen hierbij de kant van de academie. In 1885 werd ze uitgenodigd voor de eerste vergadering van Nya Idun, een genootschap van vrouwen die zou discussiëren over dit conflict. In ditzelfde jaar zou de academie zijn 150-jarig bestaan vieren. In 1891 werd de Zweedse Kunstenaarsvereniging opgericht door mensen van de kunstacademie en de Konstnärsförbundet. Munthe-Norstedt voegde zich bij deze groep, maar toen bleek dat deze groep niet veel invloed zou hebben op veranderingen voegde ze zich weer bij de kunstacademie.
In 1911 overleed haar man. Ze verhuisde terug naar Helsingborg, waar ze de rest van haar leven bleef. Ze hertrouwde in 1913 met dierenarts Frans Siberg (1861-1924). Haar schilderijen namen in populariteit af en in de laatste jaren van haar leven maakte ze vooral in het geheim werken. Ze overleed op 17 april 1936.

## Werk
Anna Munthe-Norstedt maakte schilderijen binnen de thema's van stillevens, interieurs en landschappen. Ze raakte nooit betrokken bij het modernisme dat in deze tijd populair was en tijdens haar gehele carrière vonden er vrij weinig veranderingen plaats in haar technieken.

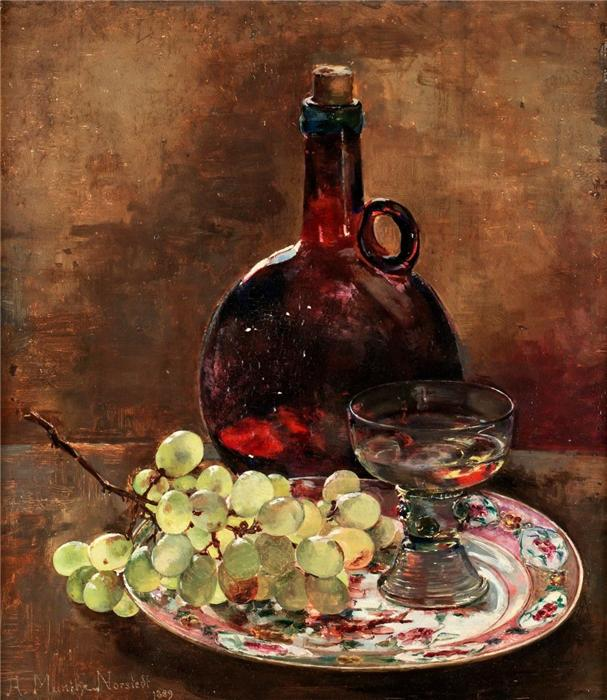
Stilleven met druiven op een bord en een fles (1889)
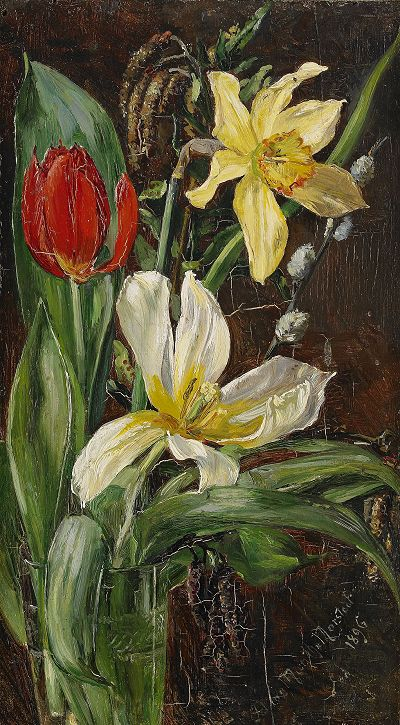
Stilleven met bloemen (1896)
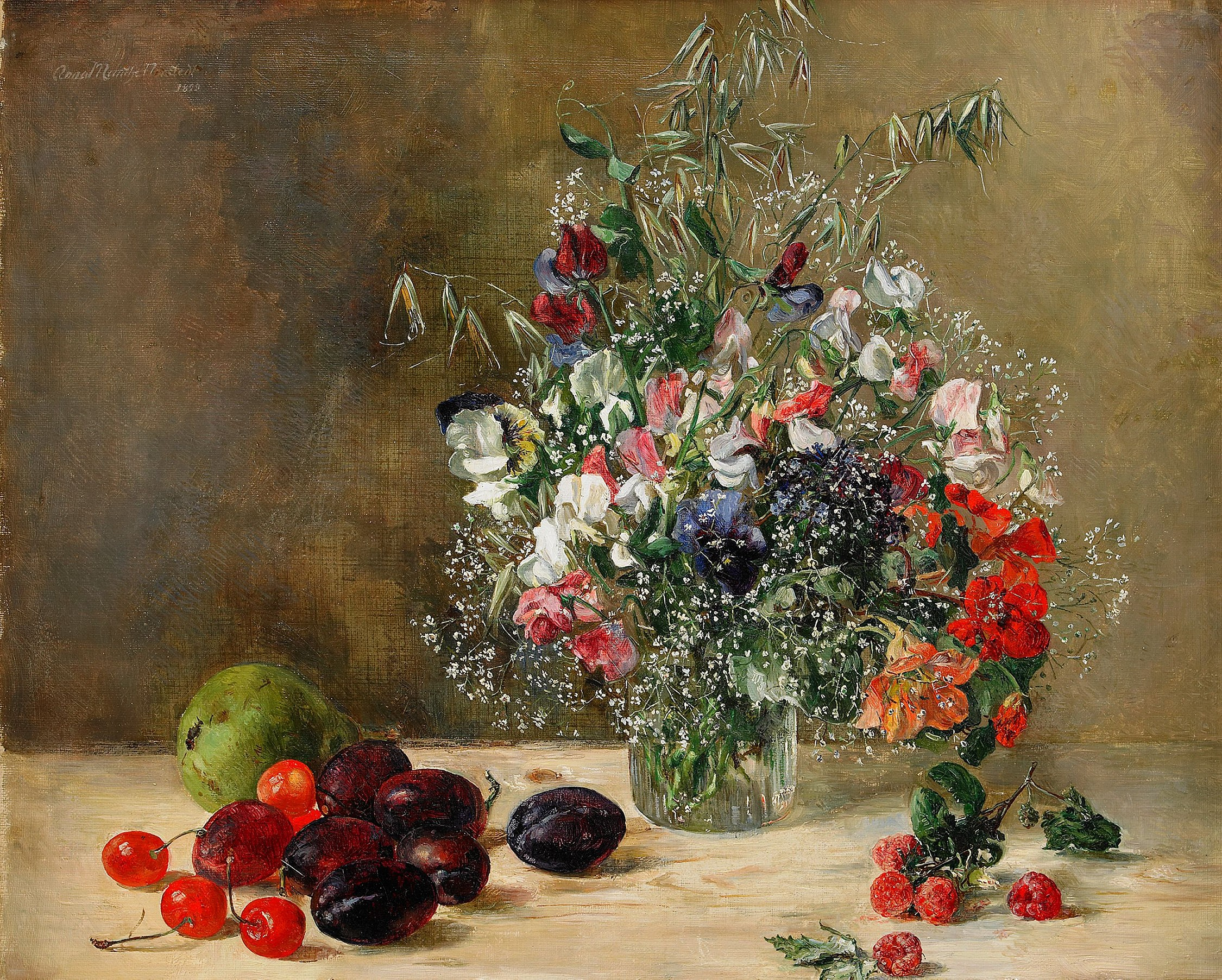
Stilleven met bloemen en vruchten (1899)
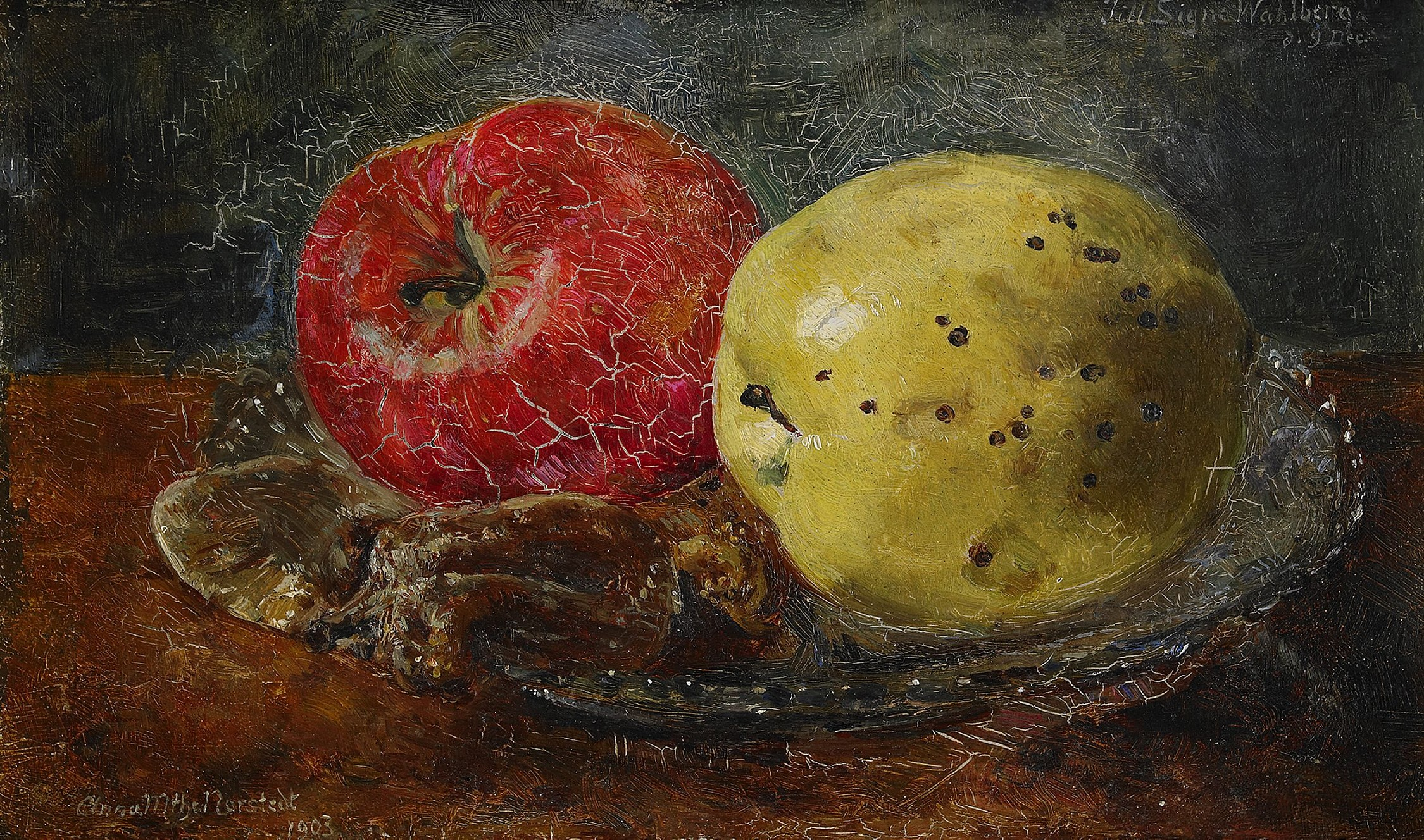
Stilleven met appels (1903)
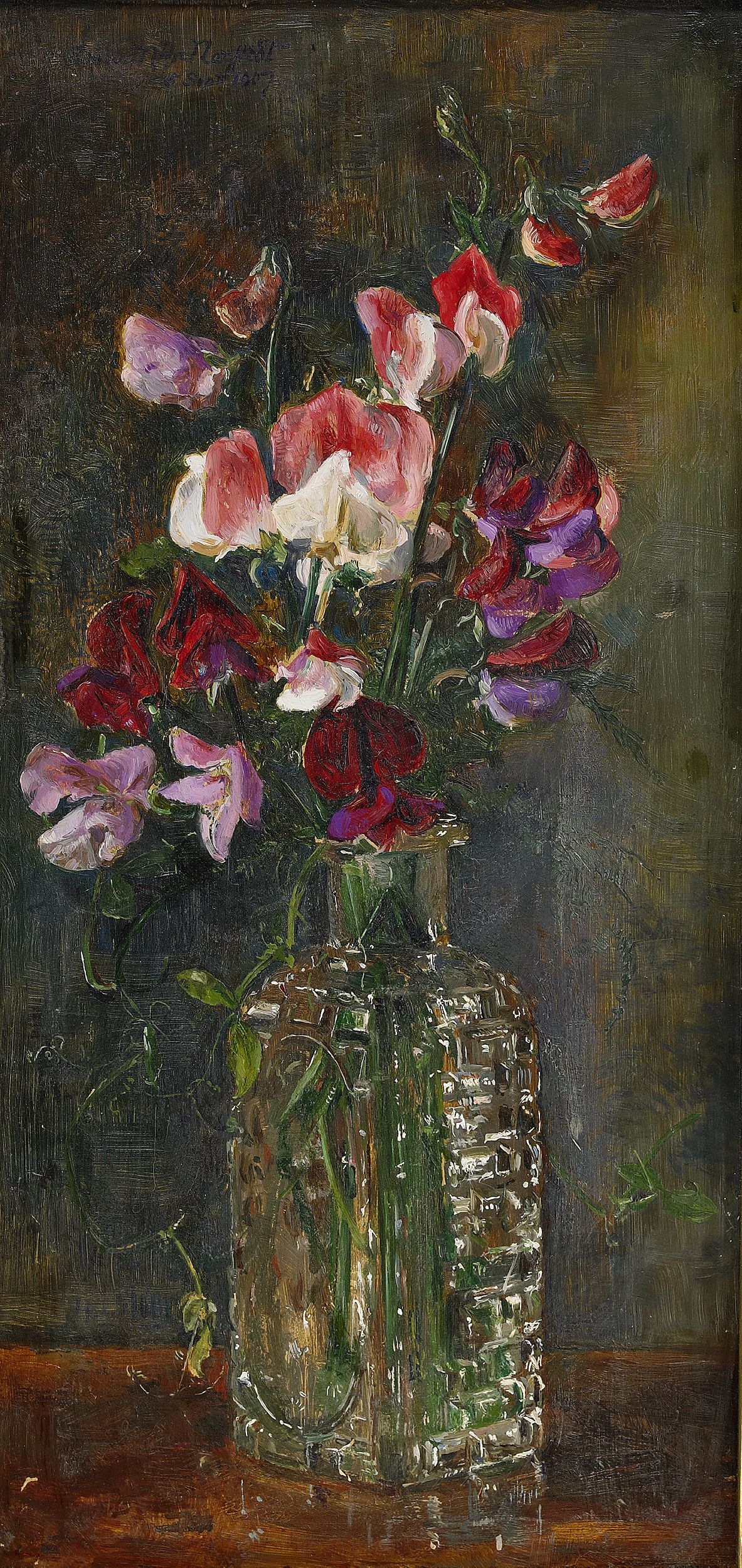
Stilleven met pronkerwten (5 september 1909)
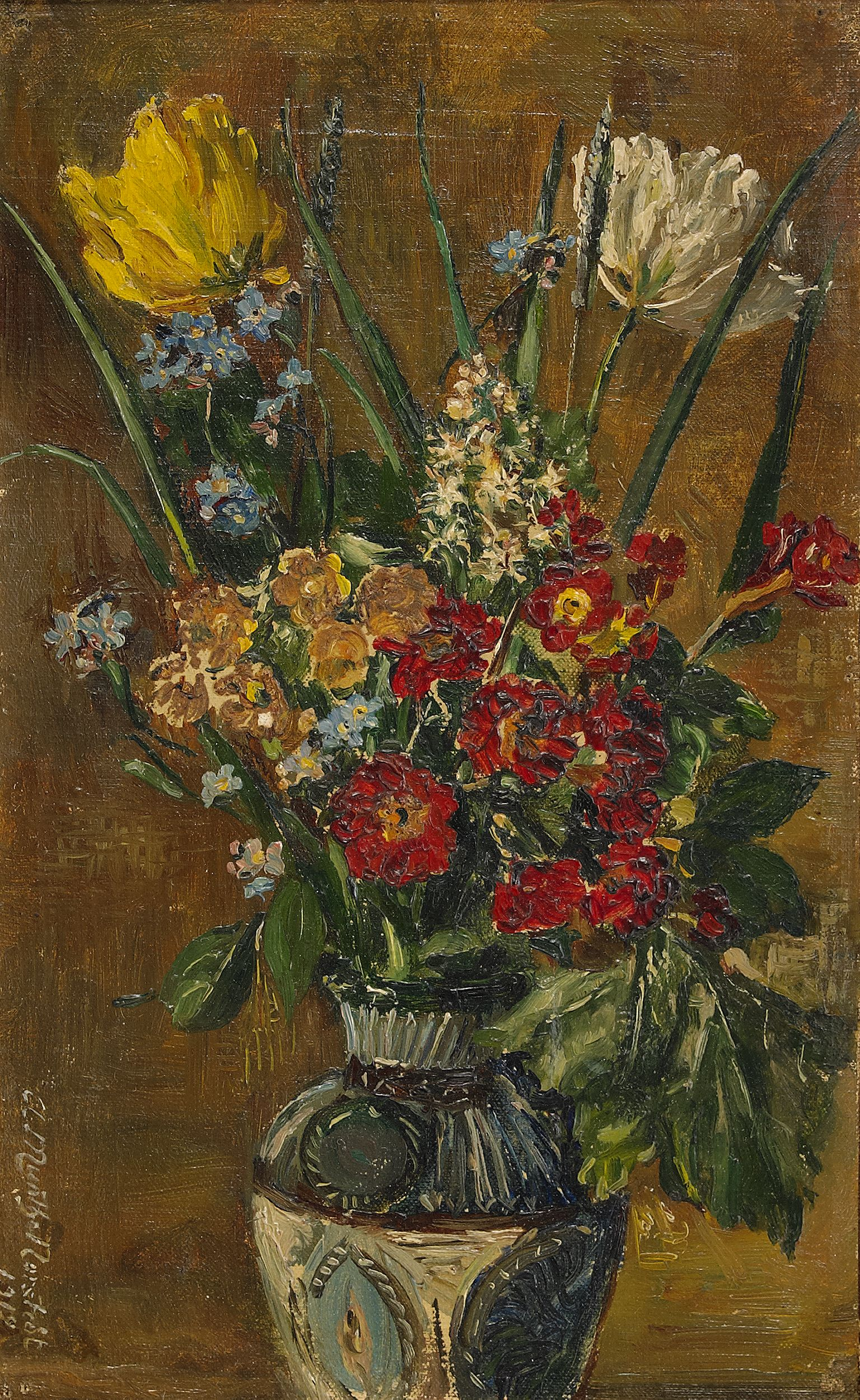
Stilleven met bloemen in vaas (1912

- Gemeinsame Normdatei: 1243021705
- KulturNav: a699c4dd-afbf-4926-9399-f94959915b2f
- RKD-Nederlands Instituut voor Kunstgeschiedenis: 58509
- Union List of Artist Names: 500079807
- Virtual International Authority File: 96250756
- WorldCat: E39PBJpYwRMhMdrChFH9JpjBfq